# Gabriel Vancalster
Gabriel Vancalster, né le 17 septembre 1933 à Lille et mort le 6 décembre 2007 à Seclin, est un homme politique français.

## Biographie
Il quitte l'UDR en décembre 1970.